# Herman Gideon De Rogier
Herman Gideon De Rogier, född 16 september 1692 i Tingstads församling, Östergötlands län, död 15 april 1760, var en svensk präst.

## Biografi
Herman Gideon De Rogier föddes 1692 i Tingstads församling. Han var son till bokhållaren Jonathan De Rogier på Stegeborgs slott och Ingeborg Wettersten. De Rogier blev 1717 student vid Uppsala universitet och avlade 1728 filosofie kandidatexamen. Han blev 1730 gymnasieadjunkt vid Katedralskolan, Linköping och prästvigdes 4 augusti 1731. De Rogier blev 1731 rektor vid Vadstena trivialskola och kyrkoherde i Orlunda församling. Han blev 24 augusti 1737 kyrkoherde i Kättilstads församling, tillträdde 1738 och var opponens vid prästmötet 1739. Han blev 21 mars 1753 prost och avled 1760.

### Familj
De Rogier gifte sig 8 juni 1731 med Katarina Törner (1709–1768), dotter till rådmannen Lars Törner och Anna Dyk i Skänninge. De fick tillsammans barnen Anna Katarina De Rogier (född 1732) som var gift med kyrkoherden Isaac Calén i Kättilstads församling, Helena Maria De Rogier (född 1733) som var gift med kyrkoherden P. Brunvall i Hägerstads församling och hovauditören Theodor Hoffstedt, medecindoktorn Gideon Herman de Rogier (1738–1814) och Ingeborg Margareta (1745–1775) som var gift med kyrkoherden L. Wikblad i Vårdnäs församling.